# Tanjungmulya (Pakenjeng)
Tanjungmulya is een bestuurslaag in het regentschap Garut van de provincie West-Java, Indonesië. Tanjungmulya telt 4070 inwoners (volkstelling 2010).